# Shogo Sakurai
Shogo Sakurai (桜井 鐘吾 Sakurai Shogo?), född 3 april 1984 i Kyoto prefektur, är en japansk före detta fotbollsspelare.
Sakurai började sin karriär 2003 i Mito HollyHock. Efter Mito HollyHock spelade han för Grulla Morioka, Sagawa Printing och FC Kyoto Bamb. Han avslutade karriären 2008.